# دی اریتور

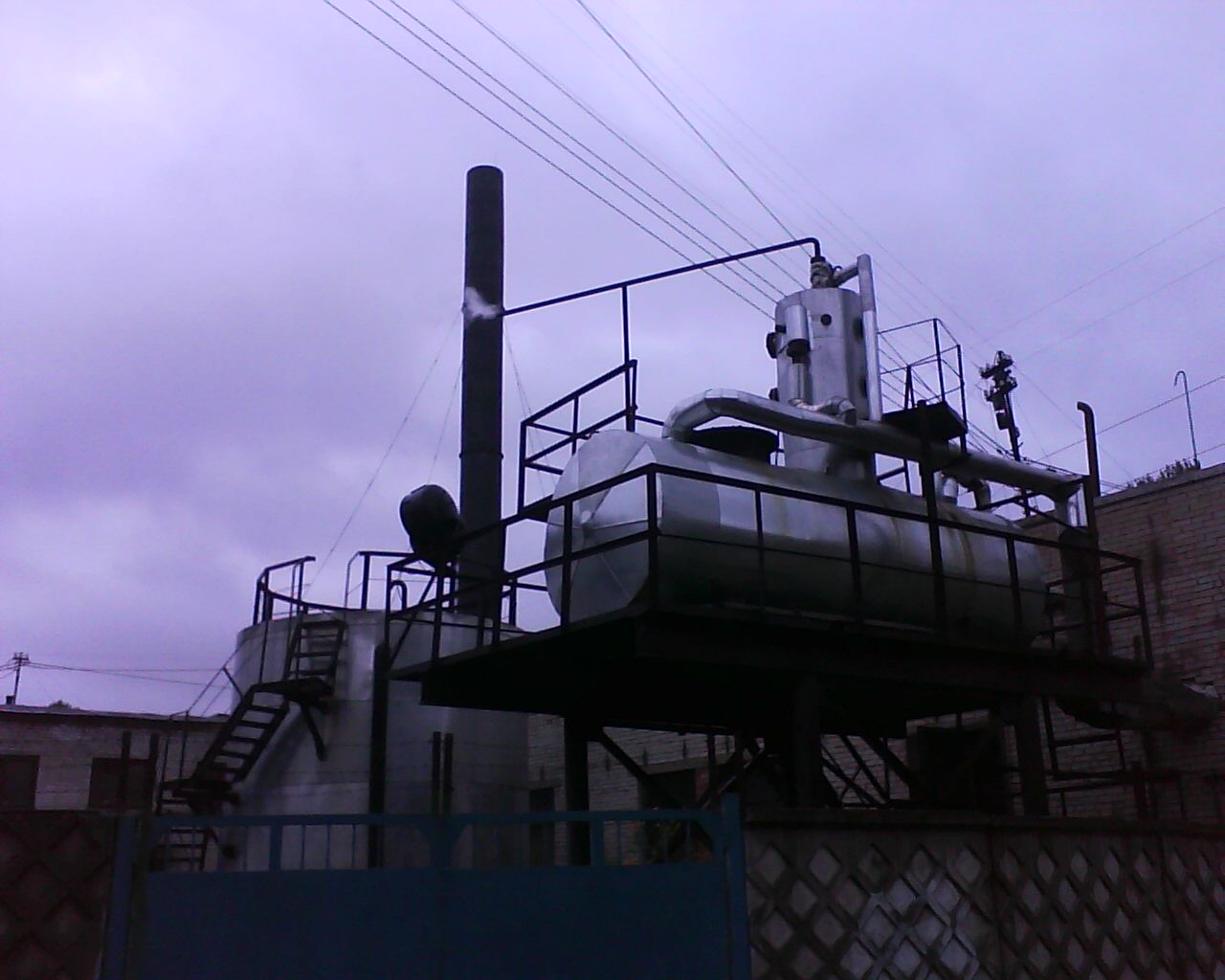
واحد هوازدایی

دی اریتور یک تجهیز است که از آن برای حذف کردن اکسیژن و گازهای حل شده در آبی که خوراک بویلرهای تولید بخار است، استفاده می‌شود. اکسیژن حل شده در آب بویلر باعث خسارت‌های شدید ناشی از خوردگی در سیستم بخار می‌شود به این صورت که به دیواره فلزی لوله‌ها و دیگر تجهیزات فلزی می‌چسبد و تشکیل اکسید (زنگ) می‌دهد. کربن دی اکسید حل شده در آب نیز با آن واکنش می‌دهد و تولید اسید کربنیک می‌کند که باعث خوردگی بیشتر می‌شود. بیشتر دی اریتورها برای حذف کردن اکسیژن به میزان 7 ppb در واحد جرم (0.005 cm3/L) و کمتر از آن و همچنین حذف کلی کربن دی اکسید طراحی می‌شوند.
به‌طور کلی دو نوع دی اریتور وجود دارد، نمونهٔ سینی دار و نمونه اسپری شونده:
- نمونهٔ سینی دار (یا آبشاری) دارای یک بخش هوازدایی عمودی گنبدی شکل است که در بالای مخزن افقی ذخیره آب بویلر قرار دارد.
- نمونهٔ اسپری شونده تنها شامل درام استوانه‌ای افقی (یا عمودی) است که هم به عنوان بخش هوازدایی و هم به عنوان مخزن ذخیره عمل می‌کند.

## انواع دی اریتورها
تعداد زیاد و متفاوتی دی اریتورهای عمودی و افقی از سازندگان متعدد وجود دارد، و ویژگی و جزئیات تولیدی هر کدام نیز با هم تفاوت دارد. شکل ۱ و ۲ به ترتیب شماتیکی است از دی اریتورهای سینی دار و اسپری شونده.

### دی اریتور سینی دار

شکل ۱: نمودار طرح کلی از یک نمونه دی اریتور سینی دار

نمونهٔ سینی دار که در شکل ۱ مشاهده می‌شود دارای یک بخش هوازدایی به صورت گنبدی شکل در بالای مخزن ذخیره کننده آب بویلر است. آب بویلر وارد بخش عمودی هوازدایی می‌شود و از روی سینی‌های منفذ دار به پایین جریان پیدا می‌کند. بخار فشار پایین که عمل هوازدایی را انجام می‌دهد از پایین سینی‌های منفذ دار وارد می‌شود و از طریق منافذ به سمت بالا جریان می‌یابد. در بعضی موارد به جای سینی از پرکن‌ها استفاده می‌شود تا تماس و ترکیب شدن بین آب بویلر و بخار مؤثرتر باشد.
بخار، گازهای حل شده در آب بویلر را جدا می‌کند و از طریق شیر خروجی که در بالای قسمت گنبدی شکل قرار دارد به اتمسفر می‌دهد. اگر این شیر به اندازه کافی باز نشود دی اریتور به صورت ناقص کار می‌کند و باعث می‌شود بخش زیادی اکسیژن همراه آب وارد بویلر شود. اگر بویلر، آنالایزر میزان اکسیژن نداشته باشد، میزان بیش از حد کلر در بویلر باعث می‌شود شیر تخلیه به اتمسفر کامل باز نشود. در بعضی از طراحی‌ها از کندانس کننده در خروجی استفاده می‌شود تا مایع مانده شده در گاز را بازیابی کند. لوله خروجی گاز به سمت اتمسفر معمولاً دارای یک شیر است و به گونه است که تنها اجازه عبور مقداری اندکی بخار را برای آشکار بودن مسیر دود می‌دهد.
آب هوازدایی شده به مخزن افقی در پایین جریان می‌یابد که از آنجا به سمت بویلرهای تولید بخار پمپ می‌شود. بخار کم فشاری که از ته مخزن افقی وارد شده و درون آن اسپری می‌شود برای گرم نگه داشتن آب بویلر ذخیره شده در مخزن است. عایق کردن سطح بیرونی مخزن نیز برای کاهش هدر رفت گرما است.

### دی اریتور اسپری شونده

شکل ۲: نمودار طرح کلی از یک دی اریتور اسپری شونده

شکل ۲، دی اریتور از نوع اسپری شونده را نشان می‌دهد که یک درام افقی دارای بخش پیش گرم کن (E) و یک بخش هوازدایی را شامل می‌شود. این دو بخش به وسیله یک صفحه (C) از هم جدا شده‌اند. بخار کم فشار از طریق اسپری‌هایی که در ته درام قرار دارند وارد آن می‌شوند
آب بویلر به صورت اسپری به بخش E پاشیده می‌شود و با بخاری که از طریق پخش کننده به بالا می‌آید پیش گرم می‌شود. هدف از به کار بردن نازل اسپری کننده آب بویلر A و بخش پیش گرم‌کننده این است که آب بویلر را برای جداسازی راحت‌تر گازهای حل شده در آن تا دمای اشباع گرم و راهی بخش بعدی هوازدایی کند.
آب پیش گرم شده بعد از آن وارد بخش هوازدایی (F) می‌شود و در آنجا با بخار خارج شده از پاشنده‌ها به صورت کامل هوازدایی می‌شود. گازهای جدا شده از آب از طریق خروجی در بالای مخزن به اتمسفر فرستاده می‌شوند. همانند حالت قبل ممکن است در بعضی از موارد از کنداس کننده برای بازیافت آب خروجی به همراه گاز استفاده شود. همچنین لوله خروجی گاز به سمت اتمسفر معمولاً دارای یک شیر است و به گونه است که تنها اجازه عبور مقداری اندکی بخار را برای آشکار بودن مسیر دود می‌دهد.
آب هوازدایی شده از ته مخزن به سمت بویلرهای تولیدکننده بخار پمپ می‌شود.

## بخار هوازدایی
دی اریتورها در سیستم‌های تولید بخار اغلب نیروگاه‌های حرارتی از بخار کم فشاری استفاده می‌کنند که از جایی بر روی توربین بخار خود واحد گرفته شده باشد. در حالی که، دی اریتورها در بسیاری از واحدهای صنعتی بزرگ مانند پالایشگاه‌های نفت ممکن است از هر بخار فشار پایین در دسترسی استفاده کنند.

## جذب کننده‌های اکسیژن
مواد شیمیایی جاذب اکسیژن اغلب به آب بویلر افزوده می‌شود تا مقدار ناچیز باقی‌مانده اکسیژن که در دی اریتور حذف نشده را جذب کند. نوع ماده شیمیایی بکار برده شده بستگی به موقعیتی دارد که از آن استفاده می‌شود ممکن است در سیستم‌های فرار یا غیر فرار استفاده شود. اغلب سیستم‌های کم فشار (کمتر از 650 psi) از نوع غیر فرار محسوب می‌شوند؛ و بیشتر سیستم‌های با فشار بالاتر (بیشتر از 650 psi) و تمام سیستم‌هایی که دارای چندین مادهٔ آلیاژی هستند از نوع فرار استفاده می‌کنند.
پرکاربردترین جاذب اکسیژن در سیستم‌های فشار پایین سولفیت سدیم (Na2SO3) است. این ماده بسیار مؤثر بوده و به سرعت با مقدارهای ناچیز اکسیژن واکنش داده و تولید سولفات سدیم (Na2SO4) می‌کند که ماده‌ای غیر رسوبی محسوب می‌شود. جاذب اکسیژن دیگری که استفاده از آن زیاد است و به صورت رقیق و برای سیستم‌های فرار استفاده می‌شود هیدرازین (N2H4) است.
دیگر جاذب‌های اکسیژن شامل کربوهیدرازین، دی اتیل هیدرکسیل آمین (DEHA)، نیتریل تری استیک اسید (NTA)، اتیلن دی آمین تترا استیک اسید (EDTA) و هیدروکینون می‌شود.